# Зеленият фургон (филм, 1983)
„Зеленият фургон“ е съветски двусериен игрален телевизионен филм по едноименния разказ на А. В. Козачински, заснет в Одеската киностудия през 1983 г. по поръчка на Държавната телевизионна и радиокомпания на СССР. Филмът е римейк на филм Зеленият фургон от 1959 г.

## Сюжет
Действието на филма се развива в следреволюционна Одеса и нейните околности. Синът на професора Володя Патрикеев, довчерашният гимназист, става началник на районното полицейско управление в Одеса и по заповед на началника на оперативния отдел, заедно с поставения под негово командване полицай Грищенко, се бие в селото с местни самогонщици. , конекрадци и спекуланти. Мечтаейки за кариерата на Шерлок Холмс, бившият нападател на футболния отбор на гимназията се опитва да използва неговите методи и техники. А по-късно трябва да предизвика самия Червен – криминален авторитет, който държи в страх целия град.

## Снимачен екип

### Създатели
- Сценарист – Игор Шевцов
- Сценичен режисьор – Александър Павловски
- Оператор – Виктор Крутин
- Композитор – Максим Дунаевски
- Текст – Наум Олев, изпълнява Дмитрий Харатян
- Инструментален съпровод – Фестивален ансамбъл, диригент Максим Дунаевски (диригент – Дмитрий Атовмян)

### В ролите
- Дмитрий Харатян – Володя Патрикеев
- Александър Демяненко – Виктор Прокопович Шестаков
- Борислав Брондуков – Микола Хрищенко, селски полицай
- Александър Соловьов – Красавец, бивш футболист, крадец на коне
- Регимантас Адомайтис – Александър Дмитриевич Ермаков, бивш адвокат, криминален „Джун“ (озвучен от Олексий Золотницки)
- Константин Григориев – Началник отдел „Криминални разследвания“.
- Едуард Марцевич – бащата на Володя, професор по филология
- Виктор Иличев – Федко Бик, крадец и ловец на мечки
- Катерина Дурова – Катерина Вертинска, бивша гимназистка, летец
- Рудолф Мухин е нападател
- Фауст Миндлин – френски картечар
- Текстът чете Армен Джигарханян

## Места за снимане
- Първото пристигане в Одеса на новоизпечена група следователи е заснето в Книжния коридор близо до библиотеката, библиотеката служи като каса.
- По улицата минаваше границата на временните правителства. Гогол близо до скулптурите на атлантите (във филма от 1959 г. близо до Новия пазар на ул. Садовая и Торговая).
- Героите слушат операта „Евгений Онегин“ в Одеската опера